# 1664
1664 (MDCLXIV) fue un año bisiesto comenzado en martes, según el calendario gregoriano. Es uno de los ocho años de la era común y del anno Domini que usa todas las letras del sistema de numeración romano una vez cada una.

## Acontecimientos
- 5 de febrero: fundación de Barrancas, departamento de La Guajira (Colombia).
- 7 de julio: en Castelo Rodrigo (Portugal) españoles y portugueses —como parte de la Guerra de Restauración portuguesa— se enfrentan en la batalla de Salgadela.
- 24 de septiembre: Peter Stuyvesant, gobernador de la colonia neerlandesa de Nuevos Países Bajos (en EE. UU.), entrega el territorio a una flota naval inglesa dirigida por el coronel Richard Nicolls.
- 20 de noviembre: en Candia (Creta) se registra un terremoto que sacude toda Grecia.

## Arte y literatura
- 12 de mayo: en el Palacio de Versalles se representa el Tartufo de Molière.(1663)

## Nacimientos
- 24 de enero: John Vanbrugh, arquitecto y dramaturgo inglés (f. 1726).
- 21 de mayo: Giulio Alberoni, cardenal italiano y político español (f. 1752).
- 28 de junio: Nicolas Bernier, músico y compositor francés (f. 1734).

## Fallecimientos
- 3 de agosto: Jacopo Vignali, pintor florentino.
- 22 de agosto: Maria Cunitz, astrónoma silesa (en Polonia).
- 4 de noviembre: Gaspar Alonso Pérez de Guzmán, aristócrata español (n. 1602).